# Marilyn Ferguson
Marilyn Ferguson (rojena Marilyn Louise Grasso), ameriška pisateljica, urednica in javna govorka, * 5. april 1938, Grand Junction, Kolorado , † 19. oktober 2008.
Najbolj je znana po svoji knjigi Vodnarjeva zarota in pripadnosti gibanju New age. 
Ustanovna članica Združenja humanistične psihologije Ferguson je od leta 1975 do leta 1996 objavila in uredila dobro znan bilten Brain / Mind Bulletin. Sčasoma je prejela številne častne diplome, služila pa je tudi kot članica upravnega odbora Inštituta za noetične znanosti in se spoprijateljila z različnimi vplivnimi osebnostmi, kot so izumitelj in teoretik Buckminster Fuller, duhovni avtor Ram Dass, kemik in nobelovec Ilya Prigogine ter milijarder Ted Turner. Delo Marilyn Ferguson je vplivalo tudi na podpredsednika Ala Gora, ki je sodeloval v njeni neformalni mreži in se je pozneje z njo spoznal v Beli hiši.

## Mladost in zgodnja kariera
Po končani srednji šoli je diplomirala na umetniškem kolidžu Mesa College, kasneje pa na Univerzi v Koloradu. Med prvim zakonom z Donom Renzelmanom je delala kot pravna sekretarka, objavili so tudi njene kratke zgodbe in pesmi in sicer v revijah kot je Cosmopolitan. Kasneje je pisala samostojne članke za The Times in druge publikacije. Po tem, ko je na kratko živela v Houstonu, Teksas, se je leta 1968 preselila v Kalifornijo z drugim možem Mikeom Fergusonom. Še istega leta je s soprogom objavila svojo prvo knjigo o domači ekonomiji.

## Možgani/Um(glasilo)
Fergusonova je kmalu razvila zanimanje za "človeške potenciale" in zlasti za najnovejše raziskave o potencialu človeških možganov, njihovimi vplivi na učenje, ustvarjalnost in dobro počutje. To jo je navdihnilo, da je napisala The Brain Revolution: The Frontiers of Mind Research (Taplinger, 1973), ki je uspešen in široko priljubljen povzetek teh odkritij. Dve leti kasneje je Fergusonova predstavila Brain/Mind Bulletin, glasilo, ki je služilo kot stalni forum za zanimanje za najnovejše znanstvene ideje. Na svojem vrhuncu v osemdesetih letih dvajsetega stoletja je imela publikacija na svetovni ravni okoli 10.000 naročnikov, od akademikov in intelektualcev pa do učiteljev in trgovcev ter je pomagala popularizirati ideje prepoznavnih imen kot so kemika Prigogina, nevroznanstvenikov Karla Pribrama in Candace Pert, fizika Fritjofa Capra in Davida Bohma, psihologinjo Jean Houston in mnogih drugih.

## Vodnarjeva zarota
Njen poskus združevanja in sintetiziranja vzorcev, ki jih je videla, jo je sčasoma pripeljal do razvoja drugega glasila, Leading Edge Bulletin in dosegel vrhunec v Vodnarjevi zaroti, prvotnem delu, ki ji je dalo trajni sloves.
Naslov knjige je pripeljal do zmede, ker je povezan z astrologijo le v obsegu risbe iz popularne koncepcije »Vodnarjeva doba«, ki je nasledil temno  »pisano« starost. Besedo zarota je uporabila v dobesednem pomenu besede »dihajmo skupaj«, kot je to pred njo storil eden izmed njenih velikih vplivov, katoliški filozof Pierre Teilhard de Chardin.
Vodonarjevo zaroto je Fergusonova nekoč opisala kot "sintezo bistvenih življenjskih resnic", delo je bilo nekakšen katalog Novega dobe, ki v enem delu zbira veliko idej, teoretikov in odnosov, ki naj bi v naslednjih letih pridobili status množičnega gibanja v sodobni kulturi in družbi.
V zgodnjem komentarju v časopisu je Fergusonova opisala svoje prve značilnosti tega, kar je imenovala »gibanje, ki nima imena« - ohlapna, navdušena mreža inovatorjev iz skoraj vseh disciplin, ki jih združuje njihova navidezna želja po ustvarjanju resničnih in trajnih sprememb v družbi in njenih institucijah.
Neprimerno, a vendar pozitivno v svojem pogledu, so knjigo pohvalile številne raznolike osebnosti kot, na primer filozofski pisatelj Arthur Koestler, ki jo je imenoval "omamna in provokativna", komentator Max Lerner, ki je ugotovil, da je "utrjen na sončni svetlobi" in pomočnik generalnega sekretarja Združenih narodov Robert Muller, ki jo je opisal kot "izjemno" in "epohalno". Psiholog Carl Rogers ji je priznal, da je v nepozabljivi živosti zapletla mrežo sprememb, ki so oblikovale neizogibno revolucijo v naši kulturi, in rekla, da "daje pionirskemu duhu pogum, da bi napredoval."
Filozof in duhovni učitelj Jacob Needleman je napovedal, da bo knjiga pripomogla k temu, da bo »Nova doba« razmišljanja bolj razumljiva in manj grozeča širši javnosti Amerike. To je potrdil njen uspeh, saj se je Vodnarjeva zarota vztrajno povzpela na seznam najbolj prodajanih knjig in njeno stališče je začelo prodirati v popularno kulturo. Kmalu je bila knjiga pripisana kot "priročnik Nove dobe" in vodilo filozofiji, ki se je vse bolj približala nacionalnemu, kulturnemu, verskemu, družbenemu, gospodarskemu in političnemu življenju.
Čeprav knjiga ni bila izrecno politična, je izrazila zgodnje navdušenje za radikalno centristično perspektivo. 
Knjiga je bila sčasoma prevedena v približno 16 tujih jezikov, Ferguson pa je postala iskana predavateljica po vsem svetu in je sčasoma potovala do Brazilije, Švedske in Indije, da bi jim sporočila upanje. Leta 1985 je nastopila kot vodilna predavateljica na konferenci  "Spirit of Peace", kjer se je pojavila skupaj z Mater Terezo in Dalajamo.

## Verska in druga kritika
Taka potrditev ni prišla brez cene. Fergusonova je bila napadena zaradi pretiranega optimizma. Drugi so trdili, da so njene "nove" zamisli zgolj preoblikovanje starih pojmov pozitivnega razmišljanja, nekateri pa so videli "novo dobo", ki je samo razširila absorpcijo, ki je zaznamovala večino sedemdesetih let. Nekatere religiozne skupine so vztrajno trdile da je bila zarota poskus kršitve krščanskih stališč. To stališče, ki ga je najbolj izrazila avtorica Constance Cumbey v svoji knjigi leta 1983 The Hidden Dangers of the Rainbow, je bilo ponovljeno leta 2007, ko je spletni esejist zapisal, da je krščanska cerkev "pravilno zaznala gibanje New Agea, kot je zapisano v Fergusonovi knjigi, da se demonsko navdihuje v pričakovanju popolnega razkritja Antikrista. Nenatančno je bilo navedeno, da je Ferguson sama vzgojila in potrdila luteransko knjigo na zahtevo Stanfordskega raziskovalnega inštituta, s ciljem prehajanja zahodne kulture k vzhodnim mistikom.

## Smrt
Ferguson je umrla nepričakovano umrla zaradi srčnega napada, 19. oktobra 2008. Njena smrt je močno odmevala v nacionalnih in mednarodnih medijih. New York Times je imenoval Vodnarjevo zaroto "Sveto pismo Nove dobe" in se zavedal, da se lahko nekdaj radikalne zamisli o njeni "benigni zaroti" zdijo običajne.

## Dela
- The Brain Revolution: The Frontiers of Mind Research (Taplinger Publishing, 1973).
- The Aquarian Conspiracy: Personal and Social Transformation in Our Time (J.P. Tarcher, 1980; 1987).
- PragMagic: Ten Years of Scientific Breakthroughs, Exciting Ideas, and Personal Experiments That Can Profoundly Change Your Life (Pocket Books, 1990).
- Aquarius Now: Radical Common Sense and Reclaiming Our Personal Sovereignty (Red Wheel/Weiser, 2005).